# Fusiulus takakuwai
Fusiulus takakuwai är en mångfotingart som beskrevs av Karl Wilhelm Verhoeff 1941. Fusiulus takakuwai ingår i släktet Fusiulus och familjen kejsardubbelfotingar. Utöver nominatformen finns också underarten F. t. coloratus.